# Bart Römer
Bart Römer (Amsterdam, 20 agosto 1957) è un produttore televisivo, attore, editorialista e scrittore di radiodrammi e libri per bambini olandese.

## Biografia
Römer è figlio dell'attore Piet Römer (1928-2012) e di Penina Siebers. Bart è fratello del produttore televisivo Paul Römer (1962) e degli attori Han Römer (1948) e Peter Römer (1952).
La prima scuola che frequentò fu la Sparta School, una scuola primaria all'aperto in Stadionkade 113 (1963-1969). Frequentò poi la Berlage Scholengemeenschap (ex Berlage Lyceum) (1970-1977).

## Carriera
Dal 1977 al 1993 seguì un lungo periodo come attore teatrale e televisivo; apparve in Medisch Centrum West e Spijkerhoek. Divenne poi caporedattore presso AVRO, dove si occupò di Déjà Vu, Glamourland, ecc. Nel 1995 si trasferì a Endemol, dove fu responsabile dello sviluppo dei programmi. Contribuì all'ideazione del concept che avrebbe poi portato ai programmi televisivi Big Brother e De Gouden Kooi. Tornò presto alla KRO, dove, dal 1997, lavorò per cinque anni come responsabile dell'intrattenimento e della drammaturgia. Dal 2002 al 2007 è stato consulente creativo presso RCC.
Nell'aprile 2006 ha pubblicato il suo libro per bambini De veenheks (La strega della torba)). Seguono Het geheim van Ruysbroeck (Il segreto di Ruysbroeck) (2008), De verborgen kamer (La stanza nascosta) (2011), Kwakoe (2013) e De dromendief (Il ladro di sogni) (2020). Nel 2023 ha pubblicato il libro Hoe vind je zelf dat het gaat? 12 lessen van mijn vader en 1 van mijn moeder (Come pensi che stia andando?. 12 lezioni da mio padre e 1 da mia madre). Ha affiancato alla scrittura gli incarichi di direttore/caporedattore di Multicultural Television Netherlands (2007-2009) e di responsabile di rete di NPO 2 (2009-2012). Dal settembre 2012 è direttore della Nederlandse Filmacademie. Tiene inoltre lezioni in diverse scuole di media.

## Vita privata
Bart Römer è sposato e ha due figli; il figlio Leon Römer è un illustratore.